# Auguste-Marie Agard de Maupas
Pour les articles homonymes, voir Maupas.
Auguste-Marie Agard, marquis de Maupas né le 5 septembre 1786 à Laon (Aisne) et mort le 23 octobre 1862 à Poissons (Haute-Marne) est un militaire français.

## Biographie

### Famille
Né le 5 septembre 1786 à Laon dans l'Aisne dans une famille noble originaire du Berry, Auguste-Marie est le fils de Jérôme Clément Agard, marquis de Maupas et de Marie-Madeleine de La Fons d'Happencourt.
Il épouse le 2 janvier 1821 Geneviève-Stéphanie-Félicité-Cécile de Martiny.

### Carrière
Entré à l’École militaire de Fontainebleau, le 17 février 1805, il est nommé sous-lieutenant au 11e régiment de dragons à Hesdin en 1806, lieutenant en 1810 et capitaine en 1811.
Sous le Premier Empire, il participe en 1806 et 1807 aux campagnes d’Allemagne et de Pologne. De 1808 à 1811, il lutte en Espagne et au Portugal sous les ordres de Masséna, de Suchet et de Ney.
Le 7 juin 1813, il franchit le Rhin à Mayence pour rejoindre les troupes napoléoniennes à Leipzig. Il participe aux batailles de Leipzig de Dresde et de Saint-Dizier.
En 1815, il devient aide-de-camp de Charles François Riffardeau de Rivière qu'il accompagne en Provence avant et après les Cent-Jours, puis en Corse, enfin comme attaché d'ambassade à Constantinople. Rentré en France en 1819, il fait la campagne d'Espagne à la suite du duc d'Angoulême.
Le 1er août 1815, Auguste de Maupas est chargé d'escorter le maréchal Brune de Toulon à Avignon où ce dernier tombera dans un traquenard et sera tué.
En 1823, il participe à l'Expédition d'Espagne, où il est chargé de veiller sur la sûreté du duc d'Angoulême.
Lieutenant des gardes du corps de Monsieur en 1821, puis du roi Louis XVIII, il est nommé sous-gouverneur du duc de Bordeaux en 1827, ce dernier lui portant une vive affection,,. Il accompagne la famille royale en exil en Écosse en 1830, où il poursuit durant dix-huit mois son enseignement auprès de son élève, avant de revenir en France, où le rappellent ses intérêts familiaux, en 1832,,.
En 1832, en raison de sa trop grande proximité avec l'ancienne dynastie, Auguste de Maupas prend sa retraite au château de Poissons où il meurt le 23 octobre 1862. Il est inhumé au cimetière de Picpus à Paris.

## Décorations
- Chevalier de la Légion d’honneur (7 juin 1813)[4].
- Officier de la Légion d’honneur (3 novembre 1814)[4].
- Chevalier de l'ordre royal et militaire de Saint-Louis (1815)[13].
- Chevalier de l'ordre royal et militaire de Saint-Ferdinand (1821)[7].